# Montgermont
Montgermont (bretonisch: Menezgervant, Gallo: Monjèrmont) ist eine französische Gemeinde mit 3.777 Einwohnern (Stand: 1. Januar 2022) im Département Ille-et-Vilaine in der Region Bretagne. Sie gehört zum Arrondissement Rennes und zum Kanton Betton. Die Einwohner werden Montgermontais genannt.

## Geografie
Montgermont ist eine banlieue im Norden von Rennes. Umgeben wird Montgermont von den Nachbargemeinden La Chapelle-des-Fougeretz im Norden, Saint-Grégoire im Osten, Rennes im Süden sowie Pacé im Westen.
Durch die Gemeinde führt die frühere Route nationale 137.

## Bevölkerungsentwicklung
| 1962 | 1968 | 1975 | 1982 | 1990 | 1999 | 2006 | 2017 |
| ---- | ---- | ---- | ---- | ---- | ---- | ---- | ---- |
| 453  | 600  | 1099 | 1978 | 2402 | 2758 | 3074 | 3364 |

## Sehenswürdigkeiten
- Kirche St. Martin in Montgermont
- Mahnmal der Toten der Weltkriege vor der Kirche

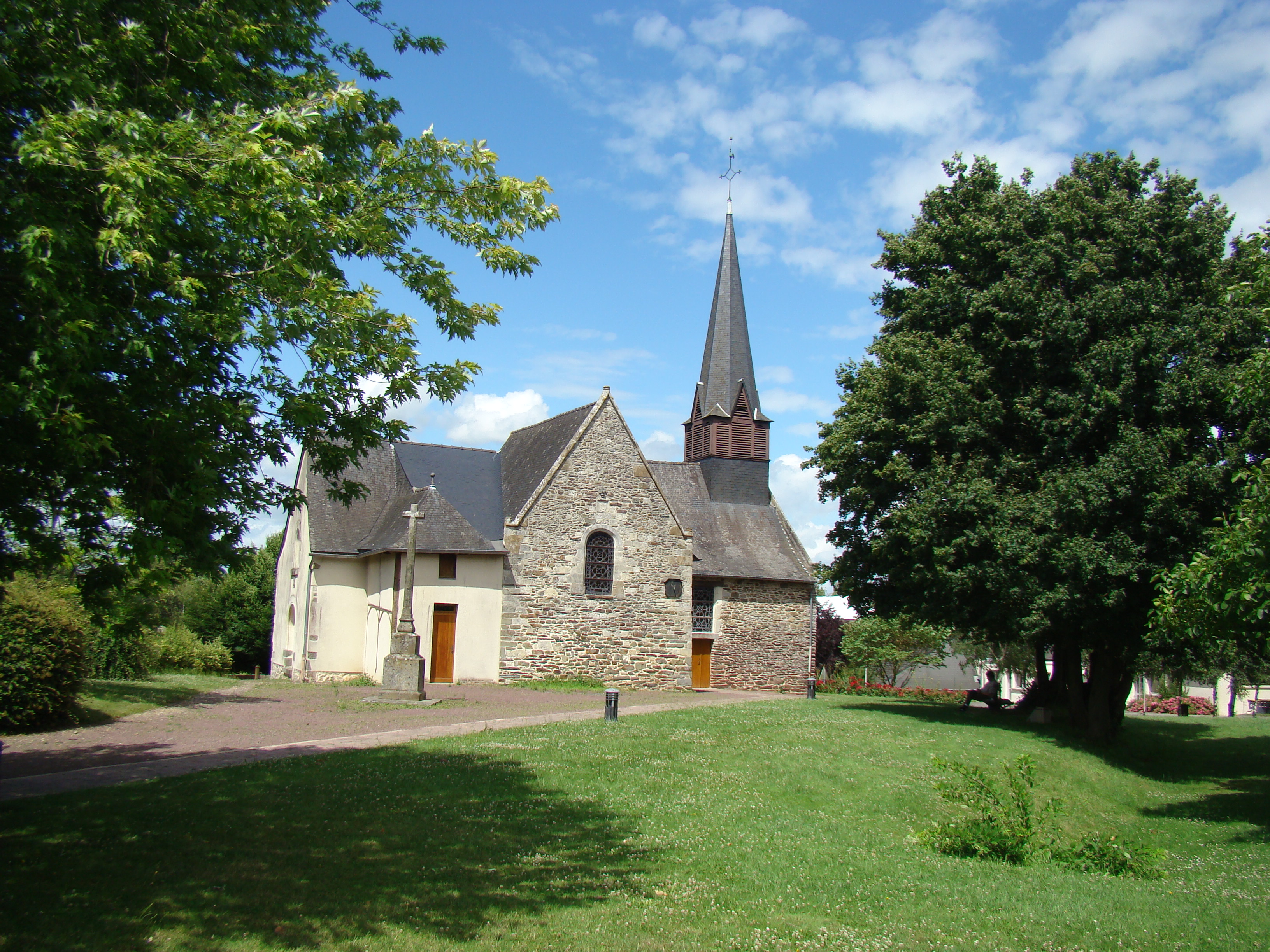
Kirche St. Martin